# سستریره
سستریره (به ایتالیایی: Sestriere) یک کومونه در ایتالیا است که در استان تورین واقع شده‌است.

## خصوصیات
سستریره ۲۵ کیلومترمربع مساحت و ۸۸۶ نفر جمعیت دارد و ۲٬۰۳۵ متر بالاتر از سطح دریا واقع شده‌است.

## خواهرخوانده
شهر باریلوچه خواهرخواندهٔ سستریره هست.